# Bình Nguyên quân
Bình Nguyên quân (chữ Hán: 平原君, ? - 251 TCN), tên thật là Triệu Thắng (趙勝), là Tướng quốc nước Triệu thời Chiến Quốc trong lịch sử Trung Quốc, ông phục vụ dưới thời Triệu Huệ Văn vương và Triệu Hiếu Thành vương, là một tông thất đức cao vọng trọng.
Một chính trị gia có tài và đầy quyền lực, ông được liệt là một trong Chiến Quốc tứ công tử, cùng với Mạnh Thường quân Điền Văn, Tín Lăng quân Ngụy Vô Kỵ và Xuân Thân quân Hoàng Yết nổi tiếng đương thời.

## Thân thế
Triệu Thắng nguyên là tông thất nước Triệu, con trai thứ ba của Triệu Vũ Linh vương, vị quân chủ thứ sáu của nước Triệu, ông là em trai của Triệu Huệ Văn vương, quân chủ thứ 7 của nước Triệu. Lúc đầu, ông được phong ở thành Đông Vũ. Ông thích tân khách, nuôi tân khách trong phủ được đến mấy nghìn người.
Theo Sử ký, Bình Nguyên quân từng ba lần thôi không nhận chức Tể tướng, ba lần trở lại địa vị.

## Giết mỹ nữ, lấy lòng tân khách
Bình Nguyên quân có một thiếp yêu cười nhạo một tân khách bị què. Người què tức giận đề nghị ông giết người thiếp. Bình Nguyên quân không nghe, vì vậy người què bỏ đi, những người khách khác cũng lũ lượt ra đi. Bình Nguyên quân ân hận, bèn chém đầu mỹ nhân đã cười chế nhạo người què, đoạn thân hành đến nhà người què tạ lỗi.
Sau đó, các môn hạ dần dần trở lại.

## Bị bắt giam ở Tần
Do tướng quốc nước Tần là Phạm Thư từng ở nước Ngụy, bị tướng Ngụy là Ngụy Tề làm nhục, nên Phạm Thư đe dọa nước Ngụy phải giao nộp Ngụy Tề, nếu không sẽ lập tức đánh Đại Lương. Ngụy Tề hoảng sợ, chạy sang nương nhờ Bình Nguyên quân.
Năm 265 TCN, Tần Chiêu Tương vương muốn giúp Phạm Thư báo thù, bèn viết thư cho Bình Nguyên quân mời tới nước Tần gặp mặt. Bình Nguyên quân bèn sang yết kiến vua Tần. Tần Chiêu Tương vương thuyết phục ông giao nộp Ngụy Tề, nhưng ông chối rằng Ngụy Tề không có ở nhà mình.
Vua Tần thấy không thuyết phục được ông bèn giữ ông ở lại nước Tần, đưa thư cho vua Triệu, bắt nộp Ngụy Tề để đổi lấy Bình Nguyên quân. Vua Triệu nghe tin, bèn đem quân đến bao vây nhà ông, tìm bắt Ngụy Tề. Ngụy Tề chạy trốn sang nước Ngụy và tự đâm cổ chết. Vua Triệu bèn sai sứ đến xin đầu Ngụy Tề nộp cho nước Tần. Tần Chiêu Tương vương mới thả ông về nước Triệu.
Từ đó, Bình Nguyên quân được phong làm tướng quốc.

## Dùng Mao Toại, theo kế Lý Đồng
Năm 262 TCN, đất Thượng Đảng nước Hàn bị quân Tần đánh gấp sắp vỡ, nơi này bị cắt đứt đường liên hệ với nước Hàn mà chỉ còn tiếp giáp với nước Triệu. Tướng trấn thủ là Phùng Đình bèn viết thư xin mang đất này về theo nước Triệu để Triệu cứu ứng. Vua Triệu hỏi ý các đại thần, Bình Nguyên quân khuyên nên thu nạp Phùng Đình và nhận đất Thượng Đảng trong khi Bình Dương quân Triệu Báo phản đối vì sẽ gây chiến với Tần. Cuối cùng vua Triệu theo lời ông.
Vì việc nhận Thượng Đảng, nước Triệu trở thành đối tượng tấn công của nước Tần. Năm 260 TCN, nước Tần đánh cho nước Triệu đại bại ở trận Trường Bình, giết 40 vạn quân Triệu. Năm 258 TCN, nước Tần đem quân bao vây Hàm Đan, định diệt nước Triệu. Triệu Hiếu Thành vương sai Bình Nguyên quân đi sứ nước Sở, cầu cứu vua Sở đem quân giúp. Bình Nguyên quân dự định nếu vua Sở không chịu giúp thì phải uy hiếp vua Sở uống máu ăn thề, mang theo 20 người môn hạ có đủ tài văn võ để cùng đi. Trong số đó, Mao Toại là người chưa từng chứng tỏ được tài năng khiến ông còn do dự, nhưng vì Mao Toại khẩn khoản xin ra sức giúp ông nên ông chấp nhận.
Khi đến nước Sở, ông bàn chuyện hợp tung rất lâu nhưng Sở Khảo Liệt vương vẫn chưa đồng ý. Mao Toại tiến lên dùng lời lẽ phân tích lợi hại của việc bỏ hợp tung sẽ không chỉ hại nước Triệu mà còn hại cho nước Sở. Sở Khảo Liệt vương sợ hãi, vội cùng uống máu ăn thề và điều quân đi cứu Triệu. Lúc trở về nước, Bình Nguyên quân tôn Mao Toại làm thượng khách.
Tuy đã liên kết hợp tung với nước Ngụy và nước Sở, nhưng do quân cứu viện chưa tới, nên thành Hàm Đan vô cùng nguy ngập. Bình Nguyên quân rất lo lắng. Nghe lời môn khách là Lý Đồng, Triệu Thắng sung người nhà và của cải trong nhà vào việc quân, dốc sức chia sẻ khó nhọc với quân dân. Kết quả có ba nghìn người xin làm cảm tử, theo Lý Đồng xông ra vào đánh úp, buộc quân Tần phải tạm lui. Do Lý Đồng chết trận, nên Bình Nguyên quân xin phong cho người cha Đồng làm Lý Hầu.

## Không nhận đất phong
Thành Hàm Đan bị vây ngày một nguy khốn, Bình Nguyên quân phải sai vợ là chị của Ngụy An Ly vương đến cầu cứu nước Ngụy. Ngụy An Ly vương bị nước Tần uy hiếp nên mặc dù đã sai Tấn Bỉ đến cứu nhưng vẫn lệnh cho quân án binh bất động, rồi phái tướng Tân Viên Diễn đến Hàm Đan, nói với Bình Nguyên quân tôn vua Tần làm đế để thuyết phục nước Tần lui binh. Bình Nguyên quân không biết xử trí thế nào. Lúc đó có người học trò là Lỗ Trọng Liên đến phủ Bình Nguyên quân, thỉnh cầu tranh biện với Tân Viên Diễn. Kết quả, Lỗ Trọng Liên thuyết phục được Tân Viên và Bình Nguyên quân không tôn vua Tần làm đế nữa.
Cùng lúc đó, em vua Ngụy là Tín Lăng quân Ngụy Vô Kị trộm được binh phù, bèn dẫn quân sang cứu Triệu, đánh lui quân Tần, giải nguy cho Hàm Đan.
Sau khi đánh thắng nước Tần, Ngu Khanh lấy lý do Bình Nguyên quân cầu được Tín Lăng quân, muốn xin vua Triệu phong thêm đất cho Bình Nguyên Quân. Công Tôn Long nghe vậy đang đêm đi xe ngựa đến yết kiến Bình Nguyên Quân, khuyên ông không nên nhận. Bình Nguyên quân bèn theo lời Công Tôn Long, không đến nhận đất.
Năm 251 TCN (hay 253 TCN), Bình Nguyên quân qua đời ở nước Triệu. Con cháu ông nối dõi đời đời mãi khi Tần diệt Triệu mới hết.

## Đánh giá
Sử ký Tư Mã Thiên có dòng nhận xét về Bình Nguyên quân như sau:
"Bình Nguyên quân là một trang công tử tuyệt vời ở trong đời ô trọc. Nhưng ông ta chưa biết cái đạo lớn. Tục ngữ nói, "Lợi làm cho trí mờ". Bình Nguyên quân tham nghe lời tà thuyết của Phùng Đình, khiến cho quân Triệu bị vây hãm ở Trường Bình, bị chôn sống mất hơn bốn mươi vạn, suýt nữa mất Hàm Đan"
Tuy nhiên, cũng có nhiều ý kiến cho rằng việc bại trận ở Trường Bình thực chất là do vua Triệu đổi tướng, không thể cho là lỗi của Bình Nguyên quân.